# 박진경
박진경(朴珍景, 1918년 12월 22일~1948년 6월 18일)은 미군 지휘하에 경비대 제 11연대장으로서 제9연대 1대대를 배속받아 4개 대대로 제주 4.3 사건을 일으킨 남로당 유격대에 대한 진압작전(대유격작전)을 펼쳤으나 1948년 6월 18일 당시 경비대 내의 손선호와 문상길에게 암살 당했다.

## 생애
1918년(혹은 1920년) 12월 22일 경상남도 남해군 남면 홍현리에서 박병철의 5남으로 출생했다. 진주고등보통학교를 우수한 성적으로 졸업하고 일본 오사카외국어대학 영어과  졸업 후 제2차세계대전 시에는 학병으로 징집되어 일본 마쓰도 육군공병 예비사관학교를 졸업하고 공병 소위로 임관 되어 제주도에서 복무하였다. 그리고 8.15 광복 이후에는 부산에서 우파단체인 경남국군준비대와 부설 군관학교에서 활동하다가 제5연대 창설 요원으로 1946년 1월 29일에 용사(이등중사)로 입대하였으며 우수하사관으로 추천되어 소위로 현지 임관(1946.4.25) 하였다. 그리고 1중대 보급관과 중대 인사계,  1대대 부관(현재 인사장교), 연대부관을 거쳐서 송호성 조선경비대 총사령관 전속부관과 비서실장 등을 거쳐 경비대 사령부 인사국장이 되었다. 그리고 1948년 5월 6일~15일까지 제9연대장, 1948년 5월 15일부터 6월 18일 새벽 암살 시까지 제11연대장(33일) 등을 역임했다. 박진경은 11연대장으로서 1948년 5월 30일부터 6월 17일까지 남로당이 일으킨 4.3 사건의 진압작전을 끝내고 그날밤에 제주도 지사가 베푼 대령진급축하연에 참석하고 돌아와 취침중에 부하들인 남로당 프락치들에게 암살 당했다.
제주 4.3사건 진압 및 피살
제주도에서에 4.3 사건이 발발했는데 경찰력으로는 진압이 어렵자 미군정은 경비대 투입을 결정하였는데 4월 20일에 경비대 제5연대에서 1개 대대(대대장 오일균, 5월1일부로 제11연대 1대대)가 제주도에 투입되었다. 한편, 제9연대장 김익렬 중령은 남로당 유격대 사령관 김달삼과 회담을 하였고 5월 5일에는 딘 군정장관이 주재한 회의에서 조병옥 경무부장과 몸싸움을 한 후 다음날로 해임되었다. 경비대 사령부는 진압부대로 5월1일부로 창설된 제11연대를 지명하였고 진압부대 지휘관으로 박진경 중령을 임명하였다. 1948년 5월6일, 박진경 중령은 제9연대(실병력 1개대대)장에 취임하였다. 이어 박진경 중령은 제주도로 이동한 제11연대장(3개대대)장에 5월 15일부로  취임하게 되고 제9연대 1 대대를 배속받음으로써 4개 대대를 지휘하게 된다. 그리고 사상이 의심스러운 1대대장 오일균 소령을 사령부로 보내고 11연대의 2개 대대와 9연대 1개 대대 등 3개 대대장(대위 서종철, 대위 김용주, 대위 고근흥)을 5월 24일 충원 받았고 연대 참모 자문 요원 3명(대위 최갑중, 중령 김종평, 소령 백선진)도 보강된 후인 5월30일부터 4개 대대로 진압작전을 전개한다.
진압작전은 경찰이 해안에서 5Km까지 해안 지역을 담당하고 경비대는 5Km 이상되는 산악지역을 담당하였는데 5월 30일부터 6월 2일까지 4일간은 제주도를 서쪽에서 동쪽으로 수색하는 것이고  6월 14일부터 17일까지 4일간은 한라산을 4개 방향에서 포위하여 한라산 정상쪽으로 수색하는 것이었다. 작전이 끝난 후 밤에 도지사가 베푸는대령진급 축하연에 참석하였다가 돌아와서 집무실에서 취침 중, 18일 새벽 3시경 공산 프락치인 문상길 중위 등 부하들에 의해 암살되었다. 그리고 장례는 육군장 제1호로 서울에서 치러졌다.
한편, 1948년 5월 6일 박진경 중령이 항공편으로 서울을 떠나 제주도로 향하자, 이를 탐지한 남로당 중앙당은 급히 지도원(올구)을 제주도로 보냈는데 지도원은 5월 7일에 제주도에 도착했고 3일 후인 5월 10일에는 남로당 제주도당 대표 2명(군사책임자 김달삼, 조직책임자 김양근)과 경비대 남로당 프락치 대표2명(11연대 1대대장 오일균 소령, 9연대 정보장교 이윤락 중위, 부관 나희필 소위는 대대장 수행요원) 등 4명이 박진경 연대장 숙청을 결정하였다. 그리고 박진경 연대장 암살은 6월 18일 남로당 프락치인 문상길 중위 일당이 실행하였다. 따라서 암살은 남로당 중앙당 올구(지도원)의 지령으로 이루어졌으므로 암살범의 배후는 남로당 중앙당이다.(북한과 남로당의 주장: 박진경이 살인마 였고, 보다 못한 부하 장교인 23살 청년 문상길이 부하들과 함께 살인마를 처단한 것이다.)

## 논란
제주 4.3 사건 진압 당시에 사망한 것이기 때문에 그는 경상남도 지역에서 국가유공자로 취급되어 왔었다. 당장 제주도에서는 충혼묘지에 그의 추도비가 1952년 세워졌고, 창군동우회와 5연대창설동지회에 의해  1990년 남해군 군민공원에는그의 동상이 건립되었다.
민주화 이후, 4.3 당시 그가 시행했던 무차별 체포작전이 정말로 4.3을 해결하는데 도움을 주었냐부터 이전 사령관인 김익렬과의 비교에 이르기까지 많은 비판을 받고 있다. 그리하여 남해에서는 2005년에 그의 동상을 철거하려는 움직임이 시민단체들로부터 일었으나 동상은 현재도 여전히 남아 있다. 2017년에는 창원시의 현충일 추념식에서 박진경의 위패가 경남대표로 올라가 물의를 빚기도 했다.
그러나 사실 박진경 대령은 미군정의 지시에 따라 5.10 제헌의원 선거와 대한민국 정부수립을 반대하고 조선민주주의 인민공화국 수립을 위해 무장 투쟁을 하였던 제주도 남로당 인민 유격대에 대한  대유격작전(대게릴라 작전)을 한 것이다. 그의 산중 주민들에 대한 체포작전은 정상적인 대유격작전(현재 군 교리상 후방지역 작전중의 하나임)을 실시한 것이었다. 박진경 대령은 1948년 5월 6일 부임하여 6월 18일까지 총 2회의 연대급 작전을 실시하여 약 650여명의 포로를 포로 심문팀에  인계하는 등 대유격작전에서 요구되는 절차에 따라 작전을 한 것이다. 각종 1차 자료를 세부적으로 분석해 보면 작전간 사살 인원은 25명이었다. 이러한 작전결과를 두고 무차별 민간인 학살로 매도하는 것은 명백한 사실관계 왜곡이다.  박진경 연대장의 주민과 산중 인민유격대를 분리한 작전은 남로당 인민유격대의 강압으로 제주도 남로당의 5월 10일 선거에 대한 방해공작의 일환으로 인민유격대에 의해 강제로 산으로 끌려갔던 제주도 주민들이 다시 마을로 돌아오게 되었다. 

## 박진경 추도비
- 전면: 고(故) 육군대령(陸軍大領) 박진경(朴珍景) 추모비(追慕碑)
- 우측면: 이 비(碑)는 당초(當初)에 세운 비(碑)의 비명마모(碑銘磨耗)로 내용식별(內容識別)이 어려워 서기(西紀) 1985년(一九八五年) 6월(六月) 일(日) 다시 세웠으며 원비(原碑)는 비(碑) 앞에 묻었음.
- 후면: 공(公)은 밀양박씨(密陽朴氏) 밀성대군(密城大君)의 후예(後裔)로서 생지(生地)는 경남(慶南) 남해군(南海君) 남면(南面) 홍현리(虹峴里) 36번지(三十六番地)에서 단기(檀紀) 4253년(四二五三年) 1월 22일(一月二十二日) 출생(出生)하셨다. 부인(婦人)은 남해군수(南海郡守)를 역임(歷任)한 진양정공(晉陽正公) 임환(任煥) 씨의 따님이다. 공(公)이 순직(殉職)하신 후(後) 양자(養子)로서 그 백형(伯兄)인 진용(珍鎔) 씨의 아들 익주(翊柱) 군을 입양(入養)하였다. 공(公)은 진주고보(晉州高普)를 졸업(卒業)하고 이어 일본(日本) 오오사카(大阪) 외국어대학교(外國語大學校) 영어과(英語科)를 졸업(卒業)한 후(後) 우리나라 광복(光復)과 더불어 국군(國軍) 창설(創設)의 주역(主役)으로 일익(一翼)을 담당(擔當)하여 헌신(獻身)하고 국방경비대(國防警備隊) 총사령부(總司令部) 인사국장(人事局長)을 역임(歷任)한 후(後) 11연대장(十一聯隊長)으로 취임(就任)과 동시(同時)에 육군대령(陸軍大領)으로 승진(昇進)하여 제주도(濟州道) 공비소탕(共匪掃蕩)에 불철주야(不撤晝夜) 수도위민(守道爲民)의 충정(忠情)으로 선두(先頭)에서 지휘(指揮)하다가 불행(不幸)히도 단기(檀紀) 4281년(四二八一年) 6월18일(六月十八日) 장렬(壯烈)하게 산화(散華)하시다. 이에 우리 삼십만(三十萬) 도민(道民)과 군경원호회(軍警援護會)가 합동(合同)하여 그 공적(功績)을 기리기 위하여 단갈(短碣)을 세우고 추모(追慕)의 뜻을 천추(千秋)에 기리 전(傳)한다. 단기(檀紀) 4285년(四二八五年) 11월(十一月) 7일(七日). 제주도민(濟州道民) 급(及) 군경원호회(軍警援護會) 일동(一同).

## 평가
4.3 연구가 박명림은 박진경의 진압작전에 대해 다음과 같이 평가하였다. 박진경은 이러한 무차별 체포 작전은 경비대의 힘을 과시함으로써 일반 민중들에게 두려움을 심어주고, 유격대와 그들을 분리시켰으며 유격대를 더욱 깊은 산 속으로 몰아넣었다는 점에서는 성공이었다. 그러나 그의 작전은 민중들이 그때까지 갖고 있던 경비대에 대한 상대적 호감을 반호감으로 전환시켰으며 경비대 내부를 동요시켰고 유격대에게 경비대도 경찰과 마찬가지로 자신들의 적이라는 인식을 심어주어 더 큰 대립과 갈등을 불러 일으켰으며, 그들을 더욱 깊은 산 속으로 몰아넣음으로써 사태를 오히려 장기화시켰다는 점에서 실패였다."
그러나 4.3 연구가 나종삼은 다음과 같이 평가했다. 박진경 대령은 미군정의 제주도 작전 책임자 브라운 대령의 지침에 따라서 작전을 수행했다. 작전 내용은 해안에서 대략 5Km(일주도로에서는 4Km)까지의 인구 밀집지역은 경찰이 담당하고 해안으로부터 5Km 이상의 산악지역은 경비대가 담당하여 진압작전을 수행했다. 경찰과 경비대는 포로와 입산 주민은 포로심문센터에 인계하였다. 이들의 심문은 경비대, 미군, 경찰등으로 구성된 합동 심문조가 하였다. 심문은 남로당 유격대와의 대공용의점 파악과 남로당 유격대에 대한 정보수집이 그 목적이었다. 이는 대유격작전의 기본이다.
박진경 대령은 경비대 4개대대(15개 중대 3,800여명)을 지휘하여 5월 30일에서 6월2일까지의 1차작전과 6월14 일부터 17일까지의 2차 작전을 실시 하였다. 작전 결과, 경비대 작전의 정보가 누설되어 남로당 유격대 주력은 놓쳤으나 1차 작전시 입산 주민 595명과 2차 작전시 포로 53명 등 650 여명을 합동심문센터에 인계하였다. 경찰이 포로심문센터에 인계한 주민 숫자에 관해서는 기록이 없어 확인이 곤란하다.
6월 16일자 미군 측 기록에 의하면 포로심문센터에는 3,000 여 명이 인계되었는데 심문 후 대부분 석방하고 575명은 4개 심문팀의 심문중에 있었다. 그리고 경비대 작전은 11연대의 미고문관 두르스 대위에 의해  작전 내용이 사령관에게 보고되었다. 따라서 포로에 대한 고문이나 학살 등은 있을 수 없다. 그런데 좌파 인사들은 암살범 들의 법정 진술을 거론하면서 박진경 연대장이 6,000 여명을 체포하여 학살하였다고 주장하나 이는 근거 없는 주장이다. 이들의 주장은 김일성의 지령을 받고 남파된 간첩 성시백이 운용한 조선중앙일보 1948년 6월 12일자 기사(제주4.3위원회, 제주4.3사건 자료집 2권 133쪽)를 인용한 것인데 그 기사에도 경비대와 경찰에 붙잡힌 폭도들이 6,000여명이며 이들을 재판하기 위해 서울에서 판검사들이 파견되어 재판했다라고 되어있다. 그 기사 내용을 자세히 보면 약 6,000 명이라는 숫자는 4.3사건 이후부터 6월 12일까지 경찰과 경비대에게 체포된 폭도들의 총 숫자임을 알 수 있다. 심각한 왜곡이 아닐 수 없다. 박진경 대령은 5월 6일 제주도에 부임했다.
작전사령관 명령 없이 작전을 수행하는 부대장이 독단으로 학살 명령을 내릴 수 없고 그런 명령을 내린 사실도 없다. 1995년에 제민일보 4.3취재반이 작성한 문건(4.3은 말한다 3권, 419쪽부터 428쪽)에는 박진경 대령 재임 기간 작전 중 남로당 유격대를 사살한 전과는 작전 중 사살 25명뿐이다. 이중 11명은 6월 3일 경비대와 경찰의 합동작전의 전과이다.
초대 파월사령관을 역임하였던 채명신(육사5기,당시 9연대 1대대 3중대 소대장)장군은 다음과 같이 증언했다. "한쪽에서는 박진경 대령이 양민을 학살했다고 하는데 그는 양민을 학살한게 아니라 죽음에서 구출하려고 했습니다. 4.3 초기에 경찰이 처리를 잘못해서 많은 주민이 입산했습니다. 그런데 박대령은 폭도들의 토벌보다는 입산한 주민들의 하산에 작전의 중점을 두었습니다. 이러한 양민보호작전은 인도적이면서 전략적 차원의 행동입니다.(정부 4.3사건 진상보사보고서. 218쪽) (중략). 그는 주민들을 선무공작으로 입산 무장대로부터 분리시키는데 주력했습니다. 유격전에서 유격대와 주민은 물과 물고기의 관계 입니다. 이는 모택동의 이론입니다. 따라서 물고기는 물이 없으면 살수 없으므로 유격대를 섬멸하려면 우선 주민을 유격대와 분리시켜야 합니다. 내가 월남에서 작전할 때도 베트공과 주민을 분리시키는데 작전의 주안을 두었습니다."
그리고 육군참모 총장을 역임한 이세호(육사2기, 당시9연대 1대대 부대대장)장군은, "박진경 대령은 진짜 인격자이고 살아계셨다면 참모총장이나 국방장관까지 하실분이시다. 성품이 독재형이 아니다."라고 증언했다. 또한 합참 본부장을 역임한 류근창(육사2기, 당시 제11연대 군수과장) 장군은, "박진경 대령은 훌륭한 분이셨다, 양민을 무조건 학살할 성품이 아니다. 모두들한테 존경받는 인품의 소유자다."라고 증언했다.
박진경 대령은 선배, 동료, 부하로부터 존경 받는 참군인이었다.

## 참고 문헌
- 문창송, 『한라산은 알고 있다. 묻혀진 4.3사건의 진상 (인민유격대 투쟁보고서를 중심으로) 』 (1995. 8.15., 제주시; 대림인쇄사)
- 제민일보 4·3취재반, 『4·3은 말한다』1~5(전예원, 1994~1998)
- 제주도·(사)제주4·3연구소, 『제주4·3유적』Ⅰ(각, 2003)
- 제주4·3위원회, 『제주4·3사건 진상조사보고서』(2003)